# ادورته (بيدفوردشير)
ادورته (بالإنجليزية: Edworth)‏ هي قرية و أبرشية مدنية تقع في المملكة المتحدة في إنجلترا.